# Carex parallela
Carex parallela — вид трав'янистих рослин родини осокові (Cyperáceae), поширений у Ґренландії та північній Євразії.

## Опис
Це багаторічні трав'янисті рослини, які формують килими, завдяки великій, густо розгалуженій системі кореневищ. Кореневищні гілки тонкі з коричневим лускатим листям, як правило 0.5–2 см між повітряними пагонами. Стебла тонкі, (4)5–15(20) см завдовжки, 0.5–1 мм завширшки, висхідні, вигнуті або прямі, з 2–4 базальними листками, неясно трикутні, гладкі, без сосочків, темно-зелені. Листи ниткоподібні, 4–7(10) см завдовжки, тонкі, 0.4–0.7 мм завширшки, середня жилка злегка піднята на нижній поверхні, краї трішки зубчасті в більшій частині своєї довжини, злегка бородавчасті, зелені або голубувато-зелені.
Квітка в Carex одностатева, без оцвітини, і підтримуються лускою. Чоловіча квітка складається з 3 тичинок. Визначальною структурою роду Carex є пляшкоподібний приквіток навколо кожної жіночої квітки. Колоски можуть бути одностатеві або двостатеві.
Вид дводомний з окремими чоловічими і жіночими рослинами. Суцвіття — єдиний колосок, дуже вузько довгастий або лінійний, без приквітка. Чоловічий колосок 7–10 × 0.9–1.4 мм, з 7–12 квітками. Тичинок 3. Жіночий колосок 8–12 × 1.1–1.6 мм, але стає значно ширшим у плодах, з 8–14 квітками. Луски аналогічні в жіночих і чоловічих квітках, 3–4 × 1.1–1.5 мм, трикутні або яйцеподібні, від тупих до підгострих, темно-червонувато-коричневі з виразною блідо-коричневою серединною жилкою й широким, золотисто-жовтим краєм. Оливково-коричневого кольору плоди від 3 до 3.5 мм, і мають короткий гладкий дзьоб.

## Відтворення
Статеве розмноження насінням; ефективне місцеве вегетативне розмноження кореневищами. Великі килимки, ймовірно, легко ламаються рухами ґрунту, що призводить до деякої фрагментації. Рослини дводомні з окремими чоловічими і жіночими особинами. Розсіювання плодів, ймовірно, відбувається в основному, водою й, особливо, птицею. Ці рослини є потенційно дуже довговічними, з клонами, які зберігаються протягом століть або тисячоліть.

## Поширення
Цей арктичний-альпійський вид з двома досить чітко визначеними расами: підвид parallela в Ґренландії, Шпіцбергені, Фенноскандії (пн. Швеція, пн. Норвегія, пн. Фінляндія) й арктичноєвропейській Росії; підвид redowskiana на північному сході європейської частини Росії, в Сибіру і на Далекому Сході Росії.
Населяє невеликі, плоскі або пологі болота з водою з вічної мерзлоти або вологі пустища. В основному обмежуються субстратами з основною реакцією ґрунту (рН).